# Doğan Erdoğan
Doğan Erdoğan (sinh 22 tháng 8 năm 1996) là một cầu thủ bóng đá Thổ Nhĩ Kỳ đang thi đấu cho LASK Linz. Anh có màn ra mắt TFF First League ngày 24 tháng 11 năm 2012.